# François Cavanna
François Cavanna (Nogent-sur-Marne, París, 22 de febrero de 1923 - Créteil, 29 de enero de 2014) fue un polifacético escritor, periodista, dibujante y editor francés. Fue decisiva su contribución para la creación y éxito de las revistas satíricas, Hara-Kiri y Charlie Hebdo.

## Biografía
Aunque se crio en Francia, su padre era italiano y creció rodeado en el ambiente de los inmigrantes italianos de la época. Desde los dieciséis años se puso a trabajar: fue cartero, frutero, recadero o albañil, entre otras profesiones, hasta que durante la ocupación de Francia por la Alemania nazi, fue reclutado forzosamente por estos, con destino a un batallón de trabajo en una fábrica de armas en Berlín, lugar del que no regresaría hasta que en 1945, el Ejército Rojo de la URSS tomó la ciudad y lo rescató. De regreso en París, ese mismo año comenzó a trabajar en el diario Liberation como periodista. Con Jean-Marc Reiser y Georges Bernier (Profesor Choron), fundó Hara-Kiri, revista satírica con la que llegó a ser ampliamente reconocido. La publicación sufrió problemas con la censura en varias ocasiones, hasta que tituló, «Baile trágico en Colombay - un muerto», la muerte del general De Gaulle y debieron afrontar el cierre definitivo. No obstante, cofundó Hara-kiri hebdo, a la que sustituyó definitivamente con el nombre de Charlie Hebdo en 1992, y que mantiene el prestigio de sus autores y el aprecio de los lectores.
Su gran dominio del lenguaje y su carácter polifacético, le permitió cultivar una gran variedad de géneros: novela, ensayo, autobiografía, sátira o historieta. L'Humanité destacó que «Cavanna impulsó un estilo de humor que influyó a varias generaciones de lectores». Del conjunto de su obra, con más de sesenta libros, destaca Les russkoffs, donde Cavanna cuenta la experiencia de los años de la guerra y por la que ganó en 1979 el Premio Interallié; Les Ritals, (París, 1978), donde trató de su infancia y Maria (1985), también en torno a la guerra y a una mujer de origen ucraniano, Maria, a la que no volvió a encontrar tras el fin del conflicto; y su última obra, Lune de miel, (París, 2010), trató de la enfermedad que padecía, Parkinson.
A su muerte, el director de Charlie Hebdo, Charb, señaló que «con él desaparece un gran sacerdote del humor en Francia, pero Cavanna no ha muerto del todo: Charlie Hebdo sigue vivo». y la revista señaló en un tuit, «Cavanna no ha muerto, simplemente se ha ido a partirle la cara a la muerte. Ahora mismo vuelve.»